# Prins Karl Adolf af Sverige
Prins Karl Adolf af Sverige, Hertug af Värmland (født 3. juli 1798, død 10. juli 1798) var en svensk prins, der var søn af den senere kong Karl 13. af Sverige. Han bar titlen hertug af Värmland.

## Biografi
Prins Karl Adolf blev født den 3. juli 1798 på Stockholm Slot som det andet barn og eneste søn af hertugparret af Södermanland, det senere svenske kongepar kong Karl 13. og dronning Hedvig Elisabeth Charlotte. Prins Karl Adolf døde blot en uge efter fødslen. Kong Gustav 4. Adolf bar barnet till nøddåb, som blev forrettet af hertugens hofprædikant Gustaf Murray. Tre dage efter dødsfaldet blev Prins Karl Adolf begravet i Riddarholmskirken i Stockholm.